# Bojačno
Bojačno es una localidad de Croacia en el municipio de Zagorska Sela, condado de Krapina-Zagorje.

## Geografía
Se encuentra a una altitud de 375 m s. n. m. a 72,6 km de la capital nacional, Zagreb.

## Demografía
En el censo 2011, el total de población de la localidad fue de 14 habitantes.